# Liste der Gestalten der griechischen Mythologie/C
Die Liste der Gestalten der griechischen Mythologie enthält Gestalten der griechischen Mythologie.
Aufgenommen werden alle durch literarische oder inschriftliche Zeugnisse namentlich bekannten Gestalten. Dazu zählen etwa Götter, Halbgötter, Mischwesen oder Ungeheuer, wie auch im Mythos erscheinende menschliche Figuren oder Tiere. Ebenfalls aufgenommen werden Beinamen, alternative Namen und Gruppennamen.

## Legende
- Name: Deutsche Umschrift des Namens ohne Akzente oder Längenzeichen. Namen, deren traditionellen Umschriften mit Umlaut gebildet werden oder mit einem U beginnen, werden hier ohne Umlaut und mit der Umschrift Ou aufgeführt. So ist z. B. Ödipus unter Oidipus oder Uranos unter Ouranos zu finden.
- griechisch: Altgriechische Schreibung des Namens.
- Beschreibung: Enthält eine knappe Beschreibung der Gestalt, in der sie soweit möglich eingeordnet wird (Gott, Nymphe, Satyr, Sohn oder Tochter von…).
- Nachweise: Die ausführlichen Nachweise stehen im jeweiligen Artikel und nicht in dieser Liste.

Siehe auch die allgemeinen Hinweise zur Liste der Gestalten der griechischen Mythologie.

## Liste
| Name                | griechisch            | Beschreibung                                                                      | Nachweise                                                      |
| ------------------- | --------------------- | --------------------------------------------------------------------------------- | -------------------------------------------------------------- |
| Cassus              | (korrupt)             | Sohn des Aigyptos, wie fast 50 Brüder von der Danaidenbraut Helicta erdolcht      | Hyginus: Fabulae 170.                                          |
| Chadisia            | Χαδισία               | Amazone, die „männergleich“ in den Kampf zog, nach ihr der Stadt am Pontos        | RE. Roscher 1,868. Stephanos von Byzanz.                       |
| Chairesilaos        | Χαιρησίλαος           | Sohn des Iasios, Vater des Poimandros                                             | RE. Roscher 1,868. Pausanias 9,20,2.                           |
| Chairias            | Χαιρίας               | das ist Eunomos, König von Sparta                                                 | Roscher 1,868.                                                 |
| Chairon             | Χαίρων                | Sohn von Apollon und Thero, Gründer von Chaironeia in Boiotien                    | RE. Roscher 1,868. Pausanias 9,40,3.                           |
| Chaitos             | Χαῖτος                | Sohn des Aigyptos, wie fast 50 Brüder von der Danaidenbraut Asteria erdolcht      | RE. Roscher 1,868. Bibliotheke des Apollodor 2,1,5.            |
| Chalastre           | Χαλάστρη, Χαλέστρα    | Namensgeberin der Stadt Chalastra in Makedonien an der Mündung des Axios          | RE. Roscher 1,868. Stephanos von Byzanz.                       |
| Chalbes             | Χάλβης                | Herold des Busiris, mit seinem Herrn von Herakles erschlagen                      | RE. Roscher 1,868. Scholion Apollonios 4,1396.                 |
| Chaldaios           | Χαλδαῖος              | Sohn des Belos, 14. König nach Ninos in der Stadt Ninive                          | RE. Roscher 1,868. Stephanos von Byzanz.                       |
| Chaldene            | Χαλδήνη               | Geliebte des Zeus, Mutter des Solymos, des Stammvaters der Solymer                | RE. Roscher 1,868. Stephanos von Byzanz sv Χαλκηδονία.         |
| Chalis              | Χάλις                 | Beiname des Dionysos, Geber des reinen, ungemischten Weins, wie Akratos           | RE. Roscher 1,868. Eustathios: Kommentar Ilias 1471,2.         |
| Chalkaor            | Χαλκάορ               | Anführerin der Amazonen für Troja, „männergleich“ im Kampf, von Achilleus getötet | RE. Roscher 1,868. Tzetzes Posthomerica 181.                   |
| Chalkedon           | Χαλκηδών              | Sohn des Kronos, Namensgeber von Fluss und Stadt Chalkedon                        | RE. Roscher 1,869 (1). Arrian bei Eustathios.                  |
| Chalkedon           | Χαλκηδών              | Sohn des Sehers Kalchas                                                           | Roscher 1,869 (2). Hesychios von Milet 4,21.                   |
| Chalkinos           | Χαλκῖνος              | Nachfahre des Kephalos im 10. Glied, Bruder des Daitos                            | RE. Roscher 1,869. Pausanias 1,37,6.                           |
| Chalkioikos         | Χαλκίοικος            | Epiklese der Athene in Sparta, „des Hauses aus Erz“, auch selbständig gebraucht   | RE. Roscher 1,869. Thukydides 1,128. Pausanias 4,15,5.         |
| Chalkiope           | Χαλκιόπη              | Tochter des Königs Eurypylos von Kos, mit Herakles Mutter des Thessalos           | RE. Roscher 1,869 (1). Bibliotheke des Apollodor 2,7,8.        |
| Chalkiope           | Χαλκιόπη              | Tochter des Königs Aietes von Kolchis, Schwester der Medea, Gattin des Phrixos    | RE. Roscher 1,869 (2). Bibliotheke des Apollodor 1,9,1.        |
| Chalkiope           | Χαλκιόπη              | Tochter von Rhexenor oder Chalkodon, Gattin des Aigeus                            | RE. Roscher 1,869 (3). Bibliotheke des Apollodor 3,5,6.        |
| Chalkiope           | Χαλκιόπη              | Tochter des Alkon                                                                 | Roscher 1,869 (4). Scholion zu Apollonios von Rhodos 1,97.     |
| Chalkis             | Χαλκίς                | Mutter der Korybanten, der orgiastischen Ritualtänzer                             | Roscher 1,869 (1). Scholion zu Homers Ilias 14,291.            |
| Chalkis             | Χαλκίς                | Tochter von Asopos und Metope, Namensgeberin der Stadt Chalkis                    | RE. Roscher 1,870 (2). Diodor 4,72.                            |
| Chalkodon           | Χαλκώδων              | König der Abanten auf Euboia, Sohn des Abas                                       | RE. Roscher 1,870 (1). Homer Ilias 2,541. Apollodor 3,10,9.    |
| Chalkodon           | Χαλκώδων              | Kampfgenosse des Herakles gegen Elis                                              | RE. Roscher 1,870 (2). Pausanias 8,15,3.                       |
| Chalkodon           | Χαλκώδων              | Freier der Hippodameia                                                            | RE. Roscher 1,870 (3). Pausanias 6,21,7.                       |
| Chalkodon           | Χαλκώδων              | König aus Kos, Sohn von Eurypylos und Astypalaia, verwundet Herakles              | RE. Roscher 1,870 (4). Bibliotheke des Apollodor 2,7,1.        |
| Chalkodon           | Χαλκώδων              | Sohn des Aigyptos, wie fast 50 Brüder von der Danaidenbraut Rhodia erdolcht       | RE. Roscher 1,870 (5). Bibliotheke des Apollodor 2,1,5.        |
| Chalkomedusa        | Χαλκομέδουσα          | Gattin des Arkeisios, Mutter des Laertes                                          | RE. Roscher 1,870. Eustathios Kommentar Ilias 1796,34.         |
| Chalkon             | Χάλκων                | König auf Kos, Sohn von Eurypylos und Klytia                                      | RE. Roscher 1,870 (1). Theokrit 7,6.                           |
| Chalkon             | Χάλκων                | das ist Chalkodon, König in Euboia, Vater des Abas                                | RE. Roscher 1,870 (2). Scholion zu Homers Ilias 2,526.         |
| Chalkon             | Χάλκων, Χαλκώδων      | Vater des Bathykles, Myrmidone                                                    | RE. Roscher 1,870 (3). Homer Ilias 16,592.                     |
| Chalkon             | Χάλκων                | Führer und Schildträger des Antilochos, verliebt in die Amazone Penthesileia      | RE. Roscher 1,870 (4). Eustathios Kommentar Ilias 1697,54.     |
| Chalkon             | Χάλκων, Χαλκώδων      | das ist Chalkon, Freier der Hippodameia                                           | RE. Roscher 1,870 (5).                                         |
| Chalkos             | Χαλκός                | Sohn des Athamas, Erfinder der Schilde                                            | RE. Roscher 1,870. Plinius der Ältere Naturalis historia 7,57. |
| Chalybs             | Χάλυψ                 | Sohn des Ares, Namensgeber der Chalybes                                           | RE. Roscher 1,871. Scholion zu Apollonios von Rhodos 2,373.    |
| Chamyne             | Χαμύνη, Χαμνος        | Epiklese der Demeter in Elis, Göttin der Fruchtbarkeit und des Getreides          | RE. Roscher 1,871. Pausanias 6,20,9.                           |
| Chamynos            | Χαμύνη, Χαμνος        | das ist Chamyne, Beiname der Demeter                                              | Roscher 1,871.                                                 |
| Chaon               | Χάων                  | Trojaner, Bruder oder Gefährte des Helenos, unabsichtlich auf der Jagd getötet    | RE. Roscher 1,871. Servius: Kommentar Aeneis 3,297.            |
| Chaos               | Χάος, Χάεος           | „gähnende Leere“, ungeordneter Weltzustand, aus dem erste Götter entstanden       | RE. Roscher 1,871.                                             |
| Charaxos            | Χαράξος               | wird in der Kentauromachie vom Kentauren Rhoetus getötet                          | Roscher 1,872.                                                 |
| Charaxos            | Χαράξος               | Bruder der Sappho                                                                 | Pape 2,1669.                                                   |
| Charidemos          | Χαρίδημος             | letzter Karneenpriester des Apollon Karneios, der über Sikyon regierte            | Eusebius: Chronikon.                                           |
| Chariklo            | Χαρικλώ               | Najade, Gattin des Kentauren Cheiron, Erzieherin von Iason und Achilleus          | Roscher 1,872 (1). Pindar: Pythia 4,103.                       |
| Chariklo            | Χαρικλώ               | Tochter des Kychreus, Gattin des Räubers Skiron in Megara, Mutter der Endeis      | RE. Roscher 1,872 (2). Plutarch: Theseus 10.                   |
| Chariklo            | Χαρικλώ               | Nymphe, mit dem Hirten Eueres Mutter des Sehers Teiresias                         | RE. Roscher 1,872 (3). Bibliotheke des Apollodor 3,6,7.        |
| Charila             | Χάριλα                | Waisenmädchen, mit Fest in Delphi, nach Trockenheit und Hungersnot                | RE. Roscher 1,872. Plutarch: quaestiones Graecae 12.           |
| Charilaos           | Χαρίλαος, Χόριλλαος   | das ist Chorillos, ein Satyr                                                      | RE. Roscher 1,872. CIG 7461.                                   |
| Charilaos           | Χαρίλαος, Χάριλλος    | das ist Charillos, König von Sparta                                               | RE. Herodot: Historien 8,131.                                  |
| Charillos           | Χαρίλαος, Χάριλλος    | König von Sparta, ein Eurypontide, Sohn des Polydektes, kämpft gegen Tegea        | RE. Pausanias 8,5,9.                                           |
| Chariphemos         | Χαρίφημος             | Vorfahre von Homer und Hesiod, einer der zehn in der Reihe bis Orpheus            | RE. Roscher 1,872.                                             |
| Charippos           | Χάροψ, Χάροπος        | siehe Charops, diverse                                                            | Roscher 1,872.                                                 |
| Charis              | Χάρις, Χάριτες        | eine der Chariten, Grazie, personifizierte Anmut, Gattin des Hephaistos           | RE. Roscher 1,872. Homer: Ilias 18,382.                        |
| Charisios           | Χαρίσιος              | Sohn des Lykaon, gründet Charisiai, einer der 50 Frevler, die Zeus vertilgt       | RE. Roscher 1,884. Pausanias 8,3,1.                            |
| Chariten            | Χάριτες               | Göttinnen der Anmut und Festesfreude, Euphrosyne, Thalia, Aglaia                  | RE. Roscher 1,872-884.                                         |
| Charmas             | Χάρμας                | Vater des Euandros aus Arkadien, sonst ist Hermes als Vater angegeben             | RE. Roscher 1,884. Scholion, Dionysios 348.                    |
| Charmophron         | Χαρμόφρων             | Beiwort des Hermes, Schutzgott der Reisenden und Hirten, „der Herzerfreuende“     | RE. Roscher 1,884. Hesychios von Alexandria.                   |
| Charmos             | Χάρμος                | Sohn des Aristaios auf Sardinien, Bruder des Kallikarpos                          | RE. Roscher 1,884. Diodor 4,82.                                |
| Charon              | Χάρων                 | greiser Fährmann, bringt die Toten über den Acheron in den Hades                  | RE. Roscher 1,884-886 (1). Diodor 1,92.                        |
| Charon              | Χάρων                 | Teilnehmer an einer Eberjagd, auf altkorinthischen Vasen im Vatikan               | RE. Roscher 1,886 (2). CIG 7374.                               |
| Charopos            | Χάροπος, Χάροψ        | Beherrscher von Syme, Gatte der Nymphe Aglaia, Vater des Nireus                   | RE. Roscher 1,886 (1). Homer: Ilias 2,671.                     |
| Charopos            | Χάροπος, Χάροψ        | das ist Charops, Gatte der Oie                                                    | RE. Roscher 1,886 (2).                                         |
| Charops             | Χάροψ                 | König von Thrakien, Vater des Oiagros, Großvater des Orpheus                      | RE. Roscher 1,886 (1). Diodor 3,65.                            |
| Charops             | Χάροψ                 | Trojaner, Sohn des Hippasos, Bruder des Sokos, von Odysseus getötet               | RE. Roscher 1,886 (2). Homer: Ilias 11,426.                    |
| Charops             | Χάροψ                 | Beiname des Herakles in Boiotien, mit Statue am Laphystion, Ort des Kerberos      | RE. Roscher 1,886 (3). Pausanias 9,34,4.                       |
| Charops             | Χάροπος, Χάροψ        | Gatte der Oie, nach ihr der Demos Oie in Attika                                   | RE. Roscher 1,886 (4). Harpokration sv Οἰῆθεν                  |
| Charops             | Χάροψ                 | Hund des Jägers Aktaion, eines von 35 bis 81 Tieren                               | RE. Roscher 1,887 (5). Hyginus: Fabulae 181.                   |
| Charops             | Χάροψ, Χάροπος        | das ist Charopos, Gatte der Nymphe Aglaia                                         | RE. Roscher 1,887 (6).                                         |
| Charybdis           | Χάρυβδις              | Meeresungeheuer, das gemeinsam mit der Skylla in der Straße von Messina lebt      | RE. Roscher 1,887. Homer: Odyssee 12,73.                       |
| Cheirimachos        | Χειρίμαχος            | Sohn von Elektryon und Anaxo, Bruder der Alkmene                                  | RE. Roscher 1,888. Bibliotheke des Apollodor 2,4,5.            |
| Cheirogastores      | Χειρογάστορες         | Kyklop, mit einem Einzelauge auf der Stirn, Helfer des Proitos in Tiryns          | RE. Roscher 1,888. Hekataios bei Iulius Pollux 1,5,50.         |
| Cheirogonia         | Χειρογονία            | Beiname der Persephone, mit Beziehung zur Göttin der Geburt                       | RE. Roscher 1,888. Hesychios.                                  |
| Cheiron             | Χείρων, Χίρων         | Kentaur, Sohn von Kronos und Philyra, Erzieher mehrerer Heroen                    | RE. Roscher 1,888-892. Homer: Ilias 11,832.                    |
| Chelidon            | Χελιδών, Χελιδονίς    | Tochter des Pandareos, Schwester der Aedon, geschändet, in Schwalbe verwandelt    | RE. Roscher 1,892. Antoninus Liberalis 11.                     |
| Chelidonis          | Χελιδών, Χελιδονίς    | das ist Chelidon, Tochter des Pandareos                                           | RE. Roscher 1,892.                                             |
| Chelone             | Χελώνη                | Jungfrau, verachtet Heirat Zeus mit Hera, von Hermes in Schildkröte verwandelt    | RE. Roscher 1,892. Servius: Kommentar Aeneis 1,505.            |
| Cherias             | Χερίας                | das ist Eunomos, König von Sparta                                                 | Roscher 1,892.                                                 |
| Chersibios          | Χερσίβιος             | Sohn von Herakles und Megara, Bruder von Polydoros, Aniketos, Patroklos           | RE. Roscher 1,892. Scholion, Pindar: Isthmia 3,104.            |
| Chersidamas         | Χερσιδάμας, Χιροδαμας | Sohn des Königs Priamos von Troja, von Odysseus getötet                           | RE. Roscher 1,892 (1). Homer: Ilias 11,423.                    |
| Chersidamas         | Χερσιδάμας            | Sohn des Pterelaos                                                                | RE. Roscher 1,892 (2). Bibliotheke des Apollodor 2,4,5.        |
| Chersis             | Χέρσις                | Graie, Tochter von Phorkys und Keto, nebst Pemphredo, Enyo, Deino                 | RE. Roscher 1,892. Hesiod: Theogonie 270.                      |
| Chesias             | Χησιάς                | Epiklese der Artemis auf Samos, mit Tempel in Chesion                             | RE. Roscher 1,892 (1).                                         |
| Chesias             | Χησιάς                | Nymphe auf Samos, mit Imbrasos Mutter der Okyroë                                  | RE. Roscher 1,892 (2). Athenaios 7,283.                        |
| Chesloimos          | Χέσλοιμος             | Sohn des Mestraimos, also Sohn des Aigyptos                                       | RE. Roscher 1,892. Josephus 1,6,2.                             |
| Chethimos           | Χέθιμος               | eponymer Heros der Insel und des Stammes auf Zypern, Sohn des Jovanes             | RE. Roscher 1,893. Josephus 1,6,1.                             |
| Chettaios           | Χετταῖος              | Sohn des Chanaan, die Bewohner des Landes Chanaan heißen nach ihm Chettaioi       | RE. Roscher 1,893. Josephus 1,6,2.                             |
| Chias               | Χιάς, Χιόνη           | Tochter von Niobe und Amphion, nach ihr eines der 7 Tore von Theben               | RE. Roscher 1,893. Hyginus: Fabulae 69.                        |
| Chimaira            | Χίμαιρα               | Mischwesen, „Ziege“, Tochter von Echidna und Typhon, Schwester der Hydra          | RE. Roscher 1,893-895 (1). Homer: Ilias 6,180.                 |
| Chimaira            | Χίμαιρα               | Nymphe, Geliebte des Hirten Daphnis                                               | Roscher 1,895 (2). Servius: Kommentar Eclogae 8,68.            |
| Chimaireus          | Χιμαιρεύς             | Sohn von Prometheus und Kelaino, Bruder des Lykos, Gastfreund des Paris           | RE. Roscher 1,895. Tzetzes, Scholion: Lykophron 132.           |
| Chione              | Χιόνη                 | Tochter von Boreas und Oreithyia, mit Poseidon Mutter des Eumolpos                | RE. Roscher 1,895 (1). Lykurgos 160.                           |
| Chione              | Χιόνη                 | Tochter des Arkturos, von Boreas geraubt, Mutter des Hyrpa                        | RE. Roscher 1,895 (2).                                         |
| Chione              | Χιόνη                 | Tochter von Neilos und Kalirrhoë, „Schnee“                                        | RE. Roscher 1,895 (3). Servius: Kommentar Aeneis 4,250.        |
| Chione              | Χιόνη                 | Tochter des Daidalion, mit Apollon und Hermes Mutter von Philammon, Autolykos     | RE. Roscher 1,895 (4). Hyginus: Fabulae 200.                   |
| Chione              | Χιόνη                 | Geliebte des Dionysos, Mutter des Priapos                                         | RE. Roscher 1,895 (5). Scholion, Theokritos 1,21.              |
| Chione              | Χιόνη                 | Nymphe, namensgebend für die Insel Chios                                          | RE. Roscher 1,895 (6). Stephanos von Byzanz.                   |
| Chios               | Χίος                  | Sohn des Poseidon und einer Nymphe, bei seiner Geburt fiel Schnee vom Himmel      | Roscher 1,896 (1). Pausanias 7,4,6.                            |
| Chios               | Χίος                  | Sohn des Okeanos, eponymer Heros der Insel Chios                                  | RE. Roscher 1,896 (2). Stephanos von Byzanz sv Χίος.           |
| Chitone             | Χιτώνη, -νία, -νέα    | Epiklese der Artemis, Mädchen tanzten in Syrakus zum Flötenspiel                  | RE. Roscher 1,896. Stephanos von Byzanz sv.                    |
| Chlemos             | Χλέμος                | Lykier, Sohn des Peisenor, kämpft für Troja, von Meriones getötet                 | RE. Roscher 1,896. Quintus von Smyrna 8,101.                   |
| Chloe               | Χλόη                  | Epiklesis der Demeter, der Göttin der Fruchtbarkeit, des Getreides                | RE. Roscher 1,896. Athenaios 14,10.                            |
| Chloris             | Χλῶρις, Χλωρίς        | das ist Nymphe Flora, Göttin der Blüte                                            | RE. Roscher 1,896 (1).                                         |
| Chloris             | Χλωρίς, Χλῶρις        | Tochter des Orchomenos, mit Ampykos Mutter des Sehers Mopsos in Thessalien        | RE. Roscher 1,896 (2). Hyginus: Fabulae 14.                    |
| Chloris             | Χλωρίς                | Tochter des Amphion, mit Neleus Mutter von Pero und Nestor                        | RE. Roscher 1,896 (3). Homer: Odyssee 11,281.                  |
| Chloris             | Χλῶρις, Χλωρίς        | das ist Meliboia, Tochter von Niobe und Amphion                                   | RE. Roscher 1,896 (4). Pausanias 2,21,10.                      |
| Chnas               | Χνάς                  | eponymer Heros des Landes Phönizien, identifiziert mit Agenor oder Phoinix        | RE. Roscher 1,897. FHG 1,17,254.                               |
| Choirile            | Χοιρίλη, Χορίλη       | Beiname der Hekabe, Gattin des Königs Priamos in Troja                            | RE. Roscher 1,897. Suda.                                       |
| Choiros             | Χοίρος                | Mainade, Begleiterin der dionysischen Züge                                        | RE. Roscher 1,897. CIG 8378.                                   |
| Chomisdaites        | Χωμισδαίτης           | Epiklese des Herakles                                                             | RE. Roscher 1,897. Suda sv Χῶν.                                |
| Chon                | Χῶν                   | ägyptische Gottheit, mit Herakles identifiziert                                   | RE. Roscher 1,897. Etymologicum magnum 816,29.                 |
| Choraios            | Χοραῖος               | Vater der Kallithea, der Gattin des Atys                                          | RE. Roscher 1,898. Dionysios von Halikarnassos 1,27.           |
| Choranthe           | Χοράνθη               | Mainade, Begleiterin der dionysischen Züge                                        | RE. Roscher 1,898.                                             |
| Choreia             | Χορεία                | Mainade, Begleiterin der dionysischen Züge                                        | RE. Roscher 1,898. CIG 8387.                                   |
| Chorillos           | Χόριλλος              | Satyr, Mischwesen, Dämon im Gefolge des Dionysos                                  | RE. Roscher 1,898.                                             |
| Choro               | Χορώ                  | Nereide, Tochter von Nereus und Doris, Nymphe des Meeres                          | RE. Roscher 1,898 (1). CIG 7398.                               |
| Choro               | Χορώ                  | Mainade, Begleiterin der dionysischen Züge                                        | RE. Roscher 1,898 (2). CIG 7461.                               |
| Chorochartes        | Χοροχάρτης, Ὀροχαρης  | Satyr, Mischwesen, Dämon im Gefolge des Dionysos                                  | RE. Roscher 1,898.                                             |
| Choronike           | Χορονίκη, Χωράν       | Mainade, Begleiterin der dionysischen Züge                                        | RE. Roscher 1,898 (1). CIG 7452.                               |
| Choronike           | Χορονίκη              | Muse, Schutzgöttin der Künste                                                     | RE. Roscher 1,898 (2). CIG 7815.                               |
| Chromia             | Χρομία                | Tochter des Königs Itonos, Gattin des Endymion                                    | RE. Roscher 1,898. Pausanias 5,1,2.                            |
| Chromios            | Χρόμιος               | Sohn des Königs Pterelaos von Taphos                                              | RE. Roscher 1,898 (1). Bibliotheke des Apollodor 2,4,5.        |
| Chromios            | Χρόμιος               | Sohn des Königs Priamos in Troja, von Diomedes getötet                            | RE. Roscher 1,898 (2). Homer: Ilias 5,160.                     |
| Chromios            | Χρόμιος               | Sohn des Neleus, Bruder des Nestor                                                | RE. Roscher 1,898 (3). Homer: Odyssee 11,286.                  |
| Chromios            | Χρόμιος               | kämpft für Troja, von Teukros getötet                                             | RE. Roscher 1,898 (4). Homer: Ilias 8,275.                     |
| Chromios            | Χρόμιος               | Lykier, kämpft für Troja, von Odysseus erschlagen                                 | RE. Roscher 1,898 (5). Homer: Ilias 5,677.                     |
| Chromios            | Χρόμιος               | aus Mykene, kämpft gegen Troja, von Eurypylos erschlagen                          | RE. Roscher 1,898 (6). Quintus von Smyrna 6,616.               |
| Chromios            | Χρόμιος               | das ist Chromis, Bundesgenosse der Trojaner                                       | RE. Roscher 1,898 (7). Homer: Ilias 17,218.                    |
| Chromis             | Χρόμις                | aus Mysien, kämpft für Troja, von Achilleus bezwungen                             | RE. Roscher 1,899 (1). Homer: Ilias 2,858.                     |
| Chromis             | Χρόμις                | Gefährte des Phineus, tötet Emathion auf der Hochzeit des Perseus                 | RE. Roscher 1,899 (2). Ovid: Metamorphosen 5,103.              |
| Chromis             | Χρόμις                | Kentaur, Mischwesen, auf der Hochzeit des Peirithoos von diesem erschlagen        | RE. Roscher 1,899 (3). Ovid Metamorphosen 12,333.              |
| Chromis             | Χρόμις                | Satyr, Mischwesen, Dämon im Gefolge des Dionysos                                  | RE. Roscher 1,899 (4). Vergil Eclogae 6,13.                    |
| Chronos             | Χρόνος                | Personifikation der Zeit, der Lebenszeit, in den Mythen der Orphiker              | RE. Roscher 1,899 (1).                                         |
| Chronos             | Χρόνος                | Ross des Helios, eines von vier                                                   | RE. Roscher 1,900 (2). Scholion, Euripides: Phönizerinnen 3.   |
| Chrysanthis         | Χρυσανθίς             | Frau aus Argos, erzählt der Demeter vom Raub der Persephone bei Lerna             | RE. Roscher 1,900. Pausanias 1,14,2.                           |
| Chrysaor            | Χρυσάωρ               | Sohn der Medusa, Bruder des Pegasos, mit Kallirrhoë Vater des Geryon              | RE. Roscher 1,900 (1). Hesiod: Theogonie 278.                  |
| Chrysaor            | Χρυσάωρ, Χρυσάορος    | Beiname von Göttern: Apollon, Demeter, Artemis, Zeus, Orpheus, Perseus            | RE. Roscher 1,900 (2).                                         |
| Chrysaor            | Χρυσάωρ               | Sohn des Glaukos, „Goldschwert“, eponymer Heros in Karien, Vater des Idrieus      | RE. Stephanos von Byzanz sv Χρυσαορίς.                         |
| Chrysas             | Χρύσας                | Flussgott des Chrysas in Sizilien, mit Heiligtum bei Assoro, an Straße nach Henna | RE. Roscher 1,900. Cicero: Anklage Verres 4,44,96.             |
| Chryse              | Χρύση                 | Kultstätte des Apollon Smintheus                                                  | Roscher 1,901 (1). Homer: Ilias 1,30.                          |
| Chryse              | Χρύση                 | Nymphe der Insel Chryse bei Lemnos, „die Goldene“                                 | RE. Roscher 1,901 (2). Scholion, Ilias 2,722.                  |
| Chryse              | Χρύση                 | Tochter des Königs Almos aus Orchomenos, mit Ares Mutter des Phlegyas             | RE. Roscher 1,901 (4). Pausanias 9,36.                         |
| Chryse              | Χρύση                 | Tochter des Pallas, „die Goldene“, mit Dardanos Mutter von Idaios und Deimas      | RE. Roscher 1,901 (5). Dionysios von Halikarnassos 1,61,2.     |
| Chryse              | Χρύση                 | Bacchantin, die von der Gottheit ergriffen zu rasen beginnt                       | Roscher 1,901 (6).                                             |
| Chryseis            | Χρυσηίς               | Tochter des Apollonpriesters Chryses, Gefangene des Agamemnon                     | RE. Roscher 1,901 (1). Homer: Ilias 1,366.                     |
| Chryseis            | Χρυσηίς               | eine der 50 Töchter des Königs Thespios, mit Herakles Mutter des Onesippos        | RE. Roscher 1,902 (2). Bibliotheke des Apollodor 2,7,8.        |
| Chryseis            | Χρυσηίς, Κρηνηίς      | Okeanide, Tochter von Okeanos und Tethys                                          | RE. Roscher 1,902 (3). Hesiod Theogonie 359.                   |
| Chryses             | Χρύσης                | Sohn von Minos und Pareia, auf Paros, mit drei Brüdern von Herakles getötet       | RE. Roscher 1,902 (2). Pausanias 3,1,2,5.                      |
| Chryses             | Χρύσης                | Sohn der Chrysogeneia, Priester des Apollon in Chryse, Vater der Chryseis         | RE. Roscher 1,902 (3). Strabon 13,612.                         |
| Chryses             | Χρύσης                | Sohn von Agamemnon und Chryseïs, wohnt auf der Insel Zminthe                      | RE. Roscher 1,902 (4). Hyginus: Fabulae 121.                   |
| Chrysippe           | Χρυσίππη              | Danaide, eine von fast 50, die den Bräutigam Chrysippos erdolcht                  | RE. Roscher 1,902. Bibliotheke des Apollodor 2,1,5.            |
| Chrysippos          | Χρύσιππος             | Sohn des Aigyptos, wie fast 50 Brüder von der Danaidenbraut Chrysippe erdolcht    | RE. Roscher 1,902 (1). Bibliotheke des Apollodor 2,1,5.        |
| Chrysippos          | Χρύσιππος             | Sohn von Pelops und Axioche, Geliebter des Laios                                  | RE. Roscher 1,902-905 (2). Scholion, Euripides: Orestes 5.     |
| Chrysippos          | Χρύσιππος             | Gründer der Stadt Chrysippa in Kilikien                                           | RE. Roscher 1,905 (3). Stephanos von Byzanz sv Χρύσιππα.       |
| Chrysippos          | Χρύσιππος             | Sohn von Aiolos und der Laistrygonin Telepora                                     | RE. Roscher 1,905 (4).                                         |
| Chrysis             | Χρυσίς                | Amazone, die „männergleich“ in den Kampf zog, auf Vase aus Nola bei Neapel        | RE. Roscher 1,905 (1).                                         |
| Chrysis             | Χρυσίς                | Bacchantin, die von der Gottheit ergriffen zu rasen beginnt, auf der Meidiasvase  | RE. Roscher 1,905 (2).                                         |
| Chryso              | Χρύσω, Χρυσώ          | Dämon des Goldes, vergleichbar mit Pluton und Sidero                              | RE. Roscher 1,905. Hesychios von Alexandria.                   |
| Chrysochoas         | Χρυσοχόας             | Sohn von König Neilos und Garmathone, von Osiris aus der Unterwelt entlassen      | RE. Roscher 1,905. FHG 3,502,2.                                |
| Chrysogeneia        | Χρυσογένεια, -γόνη    | Tochter des Almos, mit Poseidon Mutter von Chryses und Minyas                     | RE. Roscher 1,905. Pausanias 9,36,1.                           |
| Chrysogone          | Χρυσογόνη, -γένεια    | das ist Chrysogeneia, Tochter des Almos                                           | RE. Roscher 1,905.                                             |
| Chrysokomas         | Χρυσοκόμας, -κομος    | Beiname von Gottheiten: Apollon, Dionysos, Hymenaios, Eros, „der Goldhaarige“     | RE. Roscher 1,905. Euripides: Troerinnen 254.                  |
| Chrysolaos          | Χρυσόλαος             | Sohn des Königs Priamos aus Troja                                                 | RE. Roscher 1,905. Hyginus: Fabulae 90.                        |
| Chrysomallos        | Χρυσόμαλλος           | Widder, Sohn von Poseidon und Theophano, trägt das Goldene Vlies „Wollbüschel“    |                                                                |
| Chrysomede          | Χρυσομέδη             | Beiname der Bacchantin Chalkomede                                                 | RE. Roscher 1,905. Nonnos: Dionysiaka 34,119.                  |
| Chrysonoe           | Χρυσονόη              | siehe Kleitos, Sohn des Mantios                                                   | Roscher 1,905.                                                 |
| Chrysopator         | Χρυσοπάτορ            | Beiwort des Dionysos und des Perseus                                              | RE. Roscher 1,905. Nonnos 47,471. Lykophron 838.               |
| Chrysopeleia        | Χρυσοπέλεια           | Dryade, Stammmutter der Arkader, mit Arkas Mutter von Elatos und Apheides         | RE. Roscher 1,905. Bibliotheke des Apollodor 3,9,1.            |
| Chrysor             | Χρυσώρ                | phönizischer Schmiedegott, mit Hephaistos identifiziert                           | RE. Roscher 1,906. FHG 3,566,9.                                |
| Chrysorthe          | Χρυσόρθη              | Tochter des Orthopolis aus Sikyon, mit Apollon Mutter des Koronos                 | RE. Roscher 1,906. Pausanias 2,5,5.                            |
| Chrysothemis        | Χρυσόθεμις            | Danaide, eine von fast 50, die den Bräutigam Asterides erdolcht                   | RE. Roscher 1,906 (1). Hyginus: Fabulae 170.                   |
| Chrysothemis        | Χρυσόθεμις            | Gattin des Staphylos, Mutter von Parthenos, Molpadia, Rhoio                       | RE. Roscher 1,906 (2),(3).                                     |
| Chrysothemis        | Χρυσόθεμις            | Tochter von Agamemnon und Klytaimnestra, Schwester von Iphianassa, Orestes        | RE. Roscher 1,906 (4). Homer: Ilias 9,145.                     |
| Chrysothemis        | Χρυσόθεμις            | Hesperide, eine Nymphe, hütet den Wunderbaum mit goldenen Äpfeln                  | RE. Roscher 1,906 (5). CIG 8487.                               |
| Chrysothemis        | Χρυσόθεμις            | Sohn des Karmanor aus Kreta, Sänger im Wettkampf mit Philammon und Thamyris       | RE. Roscher 1,906 (6). Pausanias 10,7,2.                       |
| Chthon              | Χθών                  | personifiziert den fruchtbaren Erdgrund und die Erdtiefe                          | RE. Roscher 1,906. Euripides: Hekabe 70.                       |
| Chthonia            | Χθονία                | Tochter des Phoreneus oder Kolontas, erbaut ein Demeter-Heiligtum in Hermione     | RE. Roscher 1,906 (1). Pausanias 2,35,3.                       |
| Chthonia            | Χθονία                | Tochter von Erechtheus und Praxithea, geopfert zum Wohl Athens, Gattin des Butes  | RE. Roscher 1,907 (2). Bibliotheke des Apollodor 3,15,1.       |
| Chthonia            | Χθονία                | Tochter des Riesen Alkyoneus, mit ihren Schwestern zum Eisvogel verwandelt        | RE. Roscher 1,907 (3). Eustathios: Kommentar Ilias 776,37.     |
| Chthonia, Chthonioi | Χθονία, Χθόνιοι θεοί  | Beiname von Göttinnen „der Erde zugehörig“, aus Unterwelt oder für Fruchtbarkeit  | RE. Roscher 1,907. Herodot: Historien 6,134.                   |
| Chthonios           | Χθόνιος               | Kentaur, Mischwesen, auf der Hochzeit des Peirithoos von Nestor getötet           | RE. Roscher 1,907 (1). Ovid: Metamorphosen 12,441.             |
| Chthonios           | Χθόνιος               | Sohn des Aigyptos, wie fast 50 Brüder von der Danaidenbraut Bryke erdolcht        | RE. Roscher 1,907 (2). Bibliotheke des Apollodor 2,1,5.        |
| Chthonios           | Χθόνιος               | Sohn von Poseidon und Syme, unter dessen Führung Symi besiedelt wurde             | RE. Roscher 1,907 (3). Diodor 5,53.                            |
| Chthonios           | Χθόνιος               | Sparte, aus gesäten Drachenzähnen entstanden, Stammvater der Thebaner             | RE. Roscher 1,907 (4). Bibliotheke des Apollodor 3,4,1.        |
| Chthonios           | Χθόνιοι θεοί          | das ist ein Chthonioi, Beiwort einer Gottheit der Unterwelt                       | RE. Roscher 1,907 (5). Orphischer Hymnus 69,2.                 |
| Chthonios           | Χθόνιος               | Gigant, Sohn der Gaia, versucht, die Olympischen Götter zu stürzen                | RE. Nonnos von Panopolis, Dionysiaka 48,21.                    |
| Chthonophyle        | Χθονοφύλη             | Tochter des Sikyon, mit Hermes Mutter des Königs Polybos                          | RE. Roscher 1,908. Apollonios von Rhodos 1,115.                |
| Chthonophylos       | Χθονόφυλος            | Gigant auf dem Pergamonaltar                                                      | RE. Roscher 1,908.                                             |
| Chum                | Χούμ                  | Sohn des Chanaan, Stammvater der Äthiopen, Bruder des Mestraïmos                  | RE. Roscher 1,908. Eusebius: evangelica 9,17.                  |
| Chytros             | Χύτρος                | Sohn des Aledros, Enkel des Akamas, nach ihm die Stadt Chytroi auf Zypern         | RE. Roscher 1,908. Plinius der Ältere NH 5,31,35.              |